# Janus Kadel

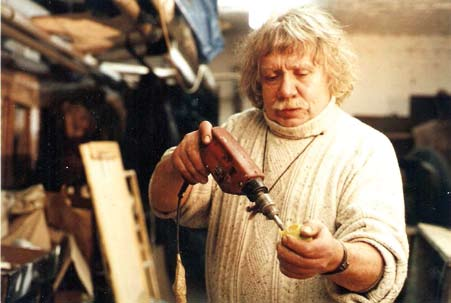
Janus Kadel in seinem Atelier

Janus Kadel (* 24. Mai 1936 in Berlin als Joachim Kurt Kadel; † 5. Februar 2006 ebenda) war ein deutscher Maler und Objektkünstler.

## Leben und Wirken
Janus Kadel studierte von 1953 bis 1960 erst angewandte Malerei, dann an der Hochschule für bildende Künste in Berlin, heute Universität der Künste Berlin, bei Professor Hans Orlowski. Nach seinem Abschluss als Meisterschüler gestaltete er Kirchenfenster in Britz und Schmargendorf (Kunst am Bau) und nahm teil am Berliner Künstlernotstandsprogramm.
In den 50er Jahren malte Kadel tachistisch – das Informel war die Antwort auf die Kunst im Nationalsozialismus und des Sozialistischer Realismus. Später malte er abstrakt, gegenständlich und abstrahierend-gegenständlich, im Mittelpunkt seiner Bilder stand die menschliche Figur, vor allem das Porträt. Seine figurative, expressive Malerei war auch geprägt vom Berliner Neoexpressionismus.
Ab 1967 hatte er erste Ausstellungen und nahm an der Großen Berliner Kunstausstellung teil. In den Jahren 1975 bis 1996 führte er einen Laden Janus mit Trödel und Antiquitäten, war aber weiterhin künstlerisch tätig. Seit 1997 erhielt er eine Dauerförderung durch das Bundespräsidialamt. Er starb an Krebs.
Seit 2006 betreut die Berliner Autorin Gabriele Schmelz den künstlerischen Nachlass von Janus Kadel und kuratiert Ausstellungen mit seinen Werken.

## Ausstellungen (Auswahl)
- Galerie Natubs, Berlin
- Galerie Kleber, Berlin
- Galerie Nalepa, Berlin
- Villa Oppenheim, Berlin
- Galerie Ubu, Berlin
- Galerie Aue, Berlin
- Galerie Fort Knox, Berlin
- Galerie Zone F, Berlin
- Galerie Lea, Berlin

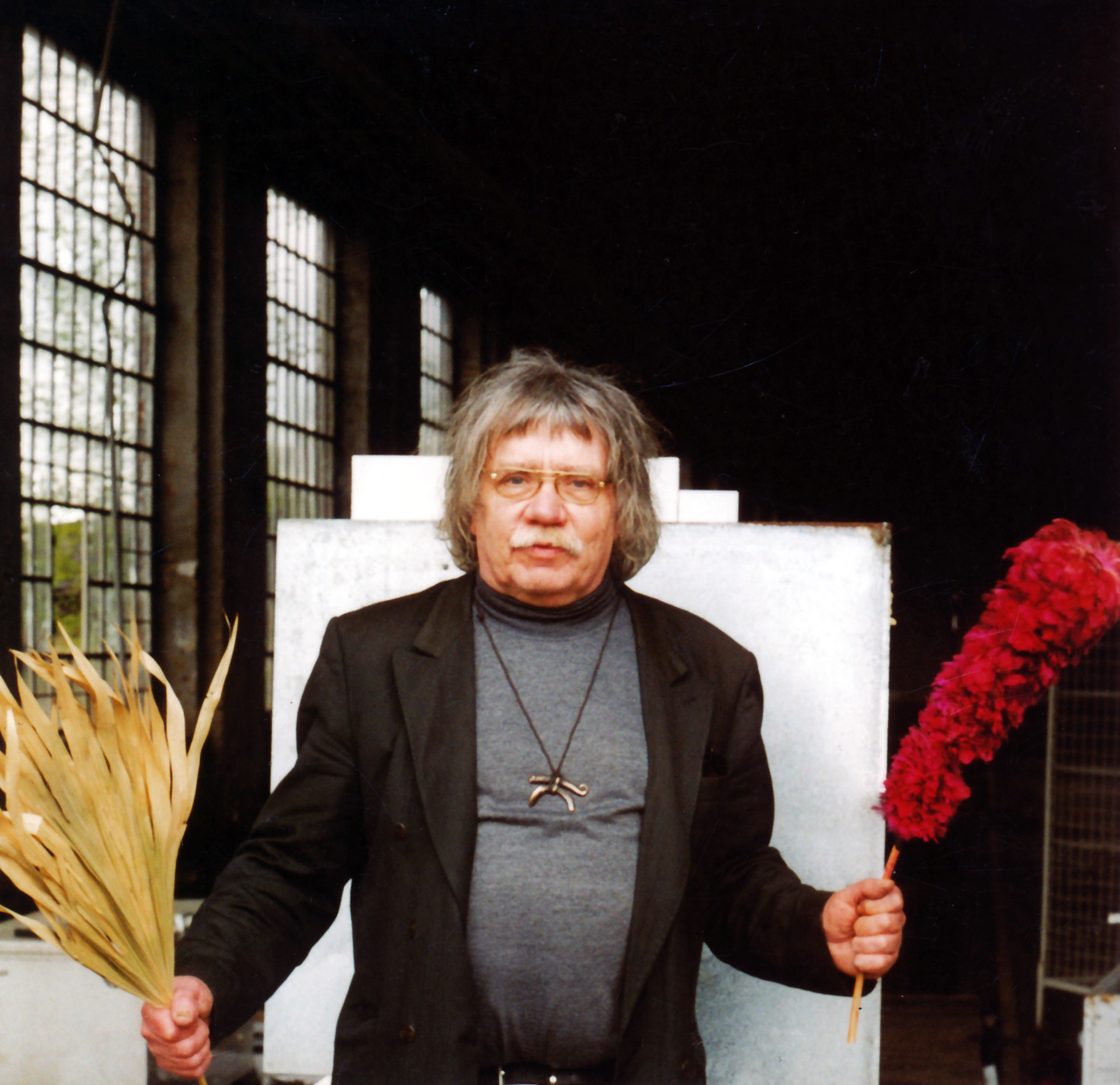
Janus Kadel bei seiner Ausstellungseröffnung, Mai 2002

- München, Art McCann Frankfurt/Main (2000)
- Kunstverein Salzgitter (2002)
- Kunsthalle Wittenberge (2004)

### Ausstellungen posthum
- Galerie Fort Knox (a.i.p. Galerie), Berlin (2006)
- Galerie Aue, Berlin (2007)
- Buchhändlerkeller, Berlin (2008)
- Weidmannsheil, Gruppenausstellung im wiensalonberlin, Berlin (2009), Buchhändlerkeller, Berlin (2010)
- schwarzgold, Gruppenausstellung, Schloß Beesenstedt bei Halle a.d. Saale (2010)
- schattenhaft, Gruppenausstellung im österreichischen Kulturforum (Botschaft), Berlin (2010)
- Kunsthalle Brennabor, Brandenburg an der Havel (2011)
- Halle LinX, Goerz-Höfe, Berlin (2012)

## Kataloge
- Janus Kadel. Objekte und Bilder, Katalog, Kunstverein Salzgitter, 2002
- Janus Kadel – Maler und Objektkünstler, Werkkatalog, Verlag Art In Flow, Berlin, 2010, ISBN 978-3-938457-10-8.[2]